# Transportní plachta
Transportní plachta se používá při transportu zraněných či nemocných lidí pro přesun z lůžka na jiný transportní ležák, při hygieně při koupeli, případně po pádu, kdy je potřeba šetrně s tělem manipulovat tak, aby nedocházelo k nevhodným manipulacím s končetinami nebo zraněným tělem. Ale i jinde, např. na rentgenových pracovištích.
Transportní plachta je omyvatelná, pevná tak, aby nedošlo k jejímu protržení. Pod tělo se podsouvá formou polohování přenášeného těla tak, že se podsune za záda na boku polohovaného těla, a při přepolohování na druhý bok, již na plachtu, se plachta rozprostře pod celým tělem. Na transportní desku lze poté bez problému přesunout tělo na plachtě v bezdotekovém režimu.
Transportní plachta se dá i zazipovat, a tím vznikne přenosný vak používaný pro převoz exitů, tedy zemřelých lidských těl.[zdroj⁠?!]